# Wurtzova reakce
Wurtzova reakce je reakce v organické a organokovové chemii a u anorganických polymerů, při níž reagují dva halogenalkany se sodíkem v etherovém roztoku za tvorby vyššího alkanu. Slouží především k tvorbě alkanů se sudými počty atomů uhlíku:
2 R−X + 2 Na → R−R + 2 Na+X−
Ke zlepšení účinnosti reakce lze použít i jiné kovy, jako jsou stříbro, zinek, železo, aktivovaná měď a indium. Wurtzovy reakce probíhají radikálově, což vyvolává vedlejší reakce vytvářející alkeny.
Podobnou reakcí, využívající arylhalogenidy, je Wurtzova–Fittigova reakce.

## Mechanismus
Reakce začíná výměnou kovu a halogenu probíhající přes radikál R· (podobně jako při tvorbě Grignardových činidel) za tvorby vazby uhlík–uhlík nukleofilní substitucí.
Jeden elektron se přesune z kovu na halogen za vzniku halogenidu a alkylového radikálu:
R−X + M → R· + M+X−
Tento radikál následně přijme elektron z jiného atomu kovu a vytvoří alkylový anion:
R· + M → R−M+
Výsledný meziprodukt lze v některých případech izolovat.
Nukleofilní alkylový anion následně odštěpí halogenid v SN2 reakci za tvorby nové kovalentní vazby uhlík–uhlík:
R−M+ + R−X → R−R + M+X−

## Podmínky a příklady
Vzhledem ke svým omezením, jako je úzké rozmezí použitelných funkčních skupin. Wurtzova reakce je ovšem vhodná k tvorbě malých, obzvláště tříčlenných, kruhů. Takto byl například připraven bicyklobutan z 1-brom-3-chlorcyklobutanu, s 95% výtěžností. Reakce byla provedena v dioxanu za teploty refluxu, kdy je sodík kapalný. Reakce měla nízkou výtěžnost, protože se vytvářelo několik produktů.
U 1,3-, 1,4-, 1,5- a 1,6-dihalogenidů se vytváří cyklické sloučeniny. Při použití vicinálních dihalogenidů vznikají alkeny a u geminálních alkyny.

## Omezení
Wurtzova reakce má kvůli četným vedlejším reakcím jen omezené využití. Ojediněle se používá na přípravu symetrických alkanů. Pokud se použijí dva různé alkylhalogenidy, tak se vytvoří směs alkanů často obtížně rozdělitelná frakční destilací, protože rozdíly v teplotách varu produktů bývají malé. Tímto způsobem nelze získat methan. Reakce také neprobíhá u terciárních halogenidů. Vzhledem k tomu, že se při níž tvoří radikály, tak také dochází k vedlejším reakcím vytvářejícím alkeny. Vliv vedlejších reakcí je větší tehdy, když alkylhalogenidové skupiny vytváří významné sterické efekty.